# Syndre Lemmsjön
Syndre Lemmsjön är en sjö i Älvdalens kommun i Dalarna och ingår i Dalälvens huvudavrinningsområde. Sjön har en area på 0,905 kvadratkilometer och ligger 594 meter över havet. Sjön avvattnas av vattendraget Lemman (Svartsjöån).

## Delavrinningsområde
Syndre Lemmsjön ingår i det delavrinningsområde (684154-134704) som SMHI kallar för Utloppet av Syndre Lemmsjön. Medelhöjden är 617 meter över havet och ytan är 6,16 kvadratkilometer. Räknas de 8 avrinningsområdena uppströms in blir den ackumulerade arean 65,76 kvadratkilometer. Lemman (Svartsjöån) som avvattnar avrinningsområdet har biflödesordning 2, vilket innebär att vattnet flödar genom totalt 2 vattendrag innan det når havet efter 461 kilometer. Avrinningsområdet består mestadels av skog (57 procent) och sankmarker (27 procent). Avrinningsområdet har 0,91 kvadratkilometer vattenytor vilket ger det en sjöprocent på 14,7 procent.